# ليتريس
ليتريس (بالفرنسية: Liettres)‏ هي بلدية تقع في إقليم باد كاليه من منطقة نور با دو كاليه في شمال فرنسا. تبلغ مساحة هذه المدينة 3.07 (كم²)، وترتفع عن سطح البحر 50 م، يبلغ عدد سكانها 281 نسمة حسب إحصاء المعهد الوطني للإحصاء والدراسات الاقتصادية سنة 2009 م. وترأس Marcel Pruvost البلدية خلال فترة (2008-2014).